# 阿肯哲

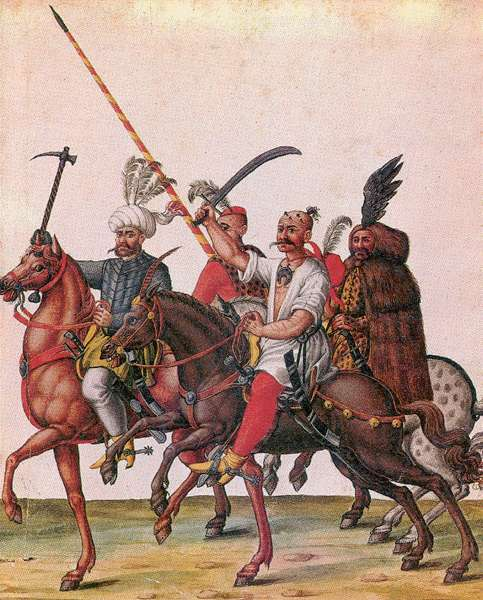
阿肯哲輕騎兵

阿肯哲（鄂圖曼土耳其語：‎，羅馬化：aḳıncı，直译：raider）為鄂圖曼帝國軍隊中的非正規轻骑兵，當原有的土耳其加齊戰士被納入鄂圖曼軍隊的編制裡後，他們被稱為「阿肯哲」，在戰場上，他們主要負責偵察敵情以及擔任軍隊中的先鋒部隊。由於阿肯哲並非像耶尼切里領有固定薪俸，或如西帕希般擁有受封的土地，因此必須在鄂圖曼帝國邊界上過著掠奪者的生活，完全依靠劫掠來維持生計。除此之外，雖然阿肯哲與鄂圖曼軍隊中的徳利輕騎兵頗為相似，但二者仍有所區別。